# 419 (szám)
A 419 (római számmal: CDXIX) egy természetes szám, prímszám.

## A szám a matematikában
A tízes számrendszerbeli 419-es a kettes számrendszerben 110100011, a nyolcas számrendszerben 643, a tizenhatos számrendszerben 1A3 alakban írható fel.
A 419 páratlan szám, prímszám. Pillai-prím. Jó prím. Normálalakban a 4,19 · 102 szorzattal írható fel.
A 419 négyzete 175 561, köbe 73 560 059, négyzetgyöke 20,46949, köbgyöke 7,48292, reciproka 0,0023866. A 419 egység sugarú kör kerülete 2632,65464 egység, területe 551 541,14786 területegység; a 419 egység sugarú gömb térfogata 308 127 654,6 térfogategység.
A 419 helyen az Euler-függvény helyettesítési értéke 418, a Möbius-függvényé −1.